# بینهو (بازیکن فوتبال، زاده ۱۹۷۵)
فابیو ادواردو سریباری (به پرتغالی: Fábio Eduardo Cribari) مدافع اهل برزیل است که در شهر Cambará و در تاریخ ۱۳ فوریهٔ ۱۹۷۵ به دنیا آمده‌است.
فابیو ادواردو سریباری در تیم‌های فوتبال Londrina سابقهٔ حضور دارد.